# Do As Infinity 3rd ANNIVERSARY SPECIAL LIVE
『Do As Infinity 3rd ANNIVERSARY SPECIAL LIVE』（ドゥ・アズ・インフィニティ・サード・アニバーサリー・スペシャル・ライブ）は、日本のロックバンド・Do As Infinityが2006年9月20日にavex traxから発売した12枚目の映像作品である。

## 内容
前作『Do As Infinity -Final-』から約6ヶ月ぶりの作品。『Do As Infinity -Premier-』と同時発売された。
2002年9月27日に渋谷公会堂で開催された、ワンマンライブ『Do As Infinity 3rd Anniversary Live』の模様が収録されている。

## 収録映像曲
1. Interview‐1
2. under the sun
3. nice & easy
4. -MC-
5. 陽のあたる坂道
6. under the moon
7. Oasis
8. Interview‐2
9. 真実の詩
10. Heart
11. Yesterday & Today
12. Interview‐3
13. -MC-
14. 遠くまで
15. 冒険者たち
16. One or Eight
17. Interview‐4

## 参加ミュージシャン
Do As Infinity
- 伴都美子：Vocal
- 大渡亮：Guitar

GREAT TOUR BAND
- 高瀬順：Keyboards
- 松本淳：Drums
- 島本道太郎：Bass
- 林部直樹：Guitar
- 浜野和子：Chorus